# Ucho (film)
Ucho je československý černobílý film, který vznikl v roce 1969, v jehož posledních dnech byl předložen ke schválení, byť copyright na filmové kopii uvádí až rok 1970. Podle scénáře Jana Procházky snímek natočil režisér Karel Kachyňa s tehdejšími manželi Radoslavem Brzobohatým a Jiřinou Bohdalovou v hlavních rolích. Jde o typický trezorový film (a současně jeden z nejznámějších) – tehdejší cenzura jej nepustila do kin a na svoji premiéru v domácích kinech musel počkat až do ledna roku 1990. Výtvarníkem filmu byla Ester Krumbachová.

## Děj
Ucho je pojaté jako komorní, až minimalistické psychologické drama mezi dvěma hlavními postavami – manželským párem Annou (Jiřina Bohdalová) a Ludvíkem (Radoslav Brzobohatý) – celé se odehrávající během jedné noci (až brzkého jitra) poté, co se tito dva vracejí domů ze společenského večírku tehdejší politické smetánky, do níž Ludvík coby náměstek ministra patří. Zatímco lehce společensky unavená Anna je v dobré náladě, Ludvík postupně nabývá čím dál konkrétnějšího podezření, že v domě někdo byl a zanechal tam odposlouchávací zařízení (štěnice), aby ho mohl odposlouchávat. Bojí se mluvit, aby ho za jeho výroky nezavřeli, zpytuje své svědomí a to, co dělal a říkal na večírku, a debatuje o svých možnostech se svou manželkou.
Již v průběhu večírku byl zatčen Ludvíkův přímý nadřízený a přítel ministr Kočvara, je zmíněno, že jeho původní jméno bylo Karpeles, což odkazuje na antisemitismus, který se projevil v procesu s Rudolfem Slánským a několik náměstků.
Během večera se do vily obývané Ludvíkem a Annou vloudí několik agentů StB, jejich velitel se s Ludvíkem znal z vojenské služby a rozmístí několik odposlouchávacích zařízení.
Ta jsou k ránu objevena a Ludvík očekává zatčení, v obavě z něj se pokusí o sebevraždu, ale tento pokus je zmařen Annou.
Děj graduje ve chvíli, kdy náhle zazvoní telefon – zpočátku považováno za zvonek u branky a komando StB, které si jde pro Ludvíka.
Jednalo se ovšem o telefon. Po hovoru Ludvík svoji ženě sdělí, že byl jmenován ministrem namísto zatčeného Kočvary 
Film umně dávkuje atmosféru strachu tehdejšího totalitního režimu, pro něj typickou vrtkavosti osudu a nejistoty o vlastní existenci (zejména na vyšších místech a ve vyšších funkcích), stejně jako snahu nevybočovat z řady a neprotivit se výše postaveným ve státní hierarchii. Černobílé, „film noir“ pojetí kamery a znepokojivé hudební pozadí dodávají filmu působivou, až téměř strašidelnou atmosféru.

## Další adaptace
Film posloužil jako předloha pro stejnojmennou divadelní hru z roku 2010. Hlavní role v inscenaci Moravského divadla Olomouc hráli Ivana Plíhalová a Igor Bareš, kteří také namluvili rozhlasovou úpravu, která vyšla na CD (2012). Od 9. 6. 2017 hru uvádí Divadlo na Vinohradech na studiové scéně v režii Šimona Dominika. Ústřední pár ztvárňují Daniel Bambas a Antonie Talacková.
V roce 1983 byl v rakouské televizi ORF natočen televizní film podle téhož námětu pod režijním vedením Pavla Kohouta. V jedné z rolí se opět objevil Pavel Landovský, který již touto dobou pobýval v exilu. V hlavních rolích Joachim Bissmeier a Gertraud Jesserer.
V roce 2015 měla premiéru nová adaptace původní Procházkovy povídky – makedonsko-slovinsko-český film Noc bezMoci režiséra Iva Trajkova. Film se odehrává v Makedonii v 90. letech 20. století.